# Copa México 1953-54
La Copa México 1953-54 fue la 38.ª edición de la Copa México, la 11.ª en la era profesional.
El torneo empezó el 20 de marzo de 1954 y concluyó el 12 de mayo de ese mismo año, en el cual el equipo de Club América logró su primer título copero en su etapa profesional, al derrotar en tanda de penales al Club Deportivo Guadalajara, cabe destacar que este partido fue uno de los que forjaron la rivalidad entre ambos clubes, por la intensidad con la que se jugó el partido.
Como en ediciones pasadas, el torneo de copa solo contó con la participación de los doce equipos que conformaban la primera división. La primera ronda se jugó en una fase grupal de tres sectores de cuatro equipos. La fase final fue un triangular bajo el formato de puntos, entre los líderes de grupo (América, Atlante y Guadalajara), y disputado a una ronda en sede neutral. En él, un triunfo ante Atlante y un empate ante Guadalajara, permitió al América y al conjunto tapatío disputar un duelo de desempate, en la práctica una final, el 12 de mayo de 1954 en la cancha del Estadio Olímpico de la Ciudad de los Deportes. 
Tres tiempos extra y 140 minutos después (luego de empatar a cero en tiempo reglamentario, y a uno en el extra; gol americanista de José Santiago), con todo el agotamiento físico que esto implica, el reglamento no dictamino más recurso que los penaltis. Fueron series de tres disparos por equipo, ejecutados por el mismo jugador, Juan Bigoton Jasso por Chivas y Emilio Fizel por los Cremas. A raíz de la expulsión de Camacho, se improvisó a Eduardo González Palmer como portero, y el goleador se convirtió en la figura al atajar uno de los disparos de Jasso, en tanto que Fizel no falló ningún disparo. América se coronó campeón de la Copa México por primera vez desde 1937-38.

## Equipos por Entidad Federativa
La entidades federativas de la República Mexicana con más equipos profesionales en el certamen fueron Distrito Federal y Jalisco con tres equipos.
| Atlas Guadalajara Oro América Atlante Tampico León Toluca Necaxa Puebla Marte Zacatepec |

| Entidad Federativa | N.º | Equipos                   |
| ------------------ | --- | ------------------------- |
| Distrito Federal   | 3   | América, Atlante y Necaxa |
| Jalisco            | 3   | Atlas, Guadalajara y Oro  |
| Morelos            | 2   | Marte y Zacatepec         |
| Guanajuato         | 1   | León                      |
| Estado de México   | 1   | Toluca                    |
| Puebla             | 1   | Puebla                    |
| Tamaulipas         | 1   | Tampico                   |

## Fase de grupos
Participaron en esta etapa 12 equipos divididos en 3 grupos, se jugó desde el 20 de marzo hasta el 25 de abril, clasificándose a la siguiente etapa los primeros lugares de cada grupo.

### Grupo A
| Equipo   | Pts | PJ | PG | PE | PP | GF | GC | DG |
| -------- | --- | -- | -- | -- | -- | -- | -- | -- |
| Atlante  | 9   | 6  | 4  | 1  | 1  | 13 | 10 | +3 |
| Marte    | 6   | 6  | 1  | 4  | 1  | 9  | 9  | 0  |
| Puebla   | 5   | 6  | 1  | 3  | 2  | 11 | 10 | +1 |
| C.D. Oro | 4   | 6  | 0  | 4  | 2  | 11 | 15 | -4 |

### Grupo B
| Equipo  | Pts | PJ | PG | PE | PP | GF | GC | DG |
| ------- | --- | -- | -- | -- | -- | -- | -- | -- |
| América | 8   | 6  | 3  | 2  | 1  | 11 | 11 | 0  |
| León    | 7   | 6  | 3  | 1  | 2  | 13 | 6  | +7 |
| Atlas   | 6   | 6  | 2  | 2  | 2  | 11 | 12 | -1 |
| Toluca  | 3   | 6  | 1  | 1  | 4  | 8  | 14 | -6 |

### Grupo C
| Equipo      | Pts | PJ | PG | PE | PP | GF | GC | DG |
| ----------- | --- | -- | -- | -- | -- | -- | -- | -- |
| Guadalajara | 8   | 6  | 3  | 2  | 1  | 10 | 10 | 0  |
| Zacatepec   | 7   | 6  | 2  | 3  | 1  | 11 | 7  | +4 |
| Necaxa      | 5   | 6  | 1  | 3  | 2  | 16 | 17 | -1 |
| Tampico     | 4   | 6  | 0  | 4  | 2  | 6  | 9  | -3 |

## Fase final
Los ganadores de cada grupo jugaron un triangular final en el Estadio Olímpico de la Ciudad de los Deportes los días 2, 6 y 9 de mayo de 1954.
| Equipo      | Pts | PJ | PG | PE | PP | GF | GC | DG |
| ----------- | --- | -- | -- | -- | -- | -- | -- | -- |
| América     | 3   | 2  | 1  | 1  | 0  | 3  | 1  | +2 |
| Guadalajara | 3   | 2  | 1  | 1  | 0  | 4  | 2  | +2 |
| Atlante     | 0   | 2  | 0  | 0  | 2  | 1  | 5  | -4 |

### América - Atlante
| 2 de mayo de 1954 | América                                        | 2 - 0 | Atlante | Estadio Olímpico de la Ciudad de los Deportes, Ciudad de México |  |
|                   | Emilio Fizel 65' · Eduardo González Palmer 90' |       |         |                                                                 |  |

### América - Guadalajara
| 6 de mayo de 1954 | América          | 1 - 1 | Guadalajara       | Estadio Olímpico de la Ciudad de los Deportes, Ciudad de México |  |
|                   | José Buendía 20' |       | Raúl Arellano 55' |                                                                 |  |

### Atlante - Guadalajara
| 9 de mayo de 1954 | Atlante           | 1 - 3 | Guadalajara                                   | Estadio Olímpico de la Ciudad de los Deportes, Ciudad de México |  |
|                   | Moisés Jinich 51' |       | Adalberto López 53' · Salvador Reyes 67', 80' |                                                                 |  |

## Juego de desempate
Al quedar con la misma cantidad de puntos en el triangular final, América y Guadalajara jugaron un partido de desempate el día 12 de mayo de 1954 en el Estadio Olímpico de la Ciudad de los Deportes.
| 12 de mayo de 1954 | América                                      | 1 - 1 (3-2 p.)             | Guadalajara                          | Estadio Olímpico de la Ciudad de los Deportes, Ciudad de México |                                 |
|                    | José Santiago 110' (pen.)                    | Reporte                    | Raúl Arellano 92'                    | Asistencia: 36 000 espectadores                                 | Asistencia: 36 000 espectadores |
|                    |                                              | Tiros desde el punto penal |                                      |                                                                 |                                 |
|                    | Emilio Fizel · Emilio Fizel · Emilio Fizel · |                            | Juan Jasso · Juan Jasso · Juan Jasso |                                                                 |                                 |

|                            |
| Campeón América 2.o título |